# Euphorbia helleri
Euphorbia helleri es una especie fanerógama perteneciente a la familia de las euforbiáceas.  Es originaria de Estados Unidos.

## Taxonomía
Euphorbia helleri fue descrita por Charles Frederick Millspaugh y publicado en Botanical Gazette 26(4): 268–269, f. s.n. [p. 270]. 1898.
Etimología
Euphorbia: nombre genérico que deriva del médico griego del rey Juba II de Mauritania (52 a 50 a. C. - 23), Euphorbus, en su honor – o en alusión a su gran vientre –  ya que usaba médicamente Euphorbia resinifera. En 1753 Carlos Linneo asignó el nombre a todo el género.
helleri: epíteto otorgado  en honor del naturalista estadounidense Amos Arthur Heller (1867-1944).
Sinonimia
- Tithymalus helleri (Millsp.) Small	[5][6]